# Ґедзеїд червонодзьобий
Ґедзеїд червонодзьобий (Buphagus erythrorhynchus) — вид горобцеподібних птахів родини ґедзеїдових (Buphagidae).

## Поширення
Птах поширений у саванах Східної та Південної Африки. Ареал виду охоплює Ефіопію та Сомалі, Кенію, Танзанію, Малаві, Замбію, Ботсвану, Зімбабве, південь Мозамбіку та північно-східну частину ПАР.

## Опис
Птах завдовжки 20 см. Дзьоб червоного забарвлення, інколи з жовтим кінчиком. Очі червоні. Навколо очей жовте кільце, що сильно виділяється на тлі темного оперення голови. Верхня сторона тіла темно-коричнева. Черево вохристого забарвлення. Ноги чорні з міцними кігтями.

## Спосіб життя
Живуть групами до 20 птахів. Тримаються поруч стад великих копитних ссавців (носорогів, буйволів, жирафів, зебр, гіпопотамів, антилоп, домашньої худоби). Живляться комахами, їхніми личинками, а також кліщами та іншими нашкірними паразитами великих ссавців. Вони харчуються також м'якими тканинами ран і кров'ю тварин, перешкоджаючи тим самим їх швидкому загоєнню. Протягом дня вони часто сидять на спині або шиї копитних.

## Розмноження
Гніздо, яке зазвичай будується в дуплах, обкладене частинами рослин і шерстю тварин. Кладка складається з одного-шести яєць. Інкубація триває до 18 днів. Ще через 18 днів молодь стає на крило.